# Jackson Center (Ohio)
Jackson Center és una població dels Estats Units a l'estat d'Ohio. Segons el cens del 2000 tenia 1.369 habitants.

## Demografia
Segons el cens del 2000, Jackson Center tenia 1.369 habitants, 541 habitatges, i 394 famílies. La densitat de població era de 419,5 habitants per km².
Dels 541 habitatges en un 36,8% hi vivien nens de menys de 18 anys, en un 58,8% hi vivien parelles casades, en un 10,2% dones solteres, i en un 27% no eren unitats familiars. En el 23,7% dels habitatges hi vivien persones soles el 12,6% de les quals corresponia a persones de 65 anys o més que vivien soles. El nombre mitjà de persones vivint en cada habitatge era de 2,53 i el nombre mitjà de persones que vivien en cada família era de 2,97.
Per edats la població es repartia de la següent manera: un 29,2% tenia menys de 18 anys, un 8,8% entre 18 i 24, un 28,3% entre 25 i 44, un 20,2% de 45 a 60 i un 13,4% 65 anys o més.
L'edat mediana era de 33 anys. Per cada 100 dones de 18 o més anys hi havia 89,3 homes.
La renda mediana per habitatge era de 40.650 $ i la renda mediana per família de 47.240 $. Els homes tenien una renda mediana de 35.313 $ mentre que les dones 23.654 $. La renda per capita de la població era de 17.755 $. Aproximadament el 6,2% de les famílies i el 7,6% de la població estaven per davall del llindar de pobresa.

## Poblacions més properes
El següent diagrama mostra les poblacions més properes.